# Repository
Repository — патерн, який розділяє рівні джерела даних і логіки програми. Часто використовується із патерном Unit Of Work

## Переваги та недоліки

### Переваги
- Використовується, як колекція
- Інкапсулює великі запити до БД в методи
- Рівень абстракції між Business Logic рівнем та Data Access рівнем
- Ізолює програму від змін джерела даних
- Джерело даних може бути змінено без будь-яких змін в бізнес логіці і з мінімальними змінами в Репозиторії
- Полегшує автоматизоване юніт тестування, Test Driven Development
- Легко створювати mock репозиторію

### Недоліки
- Зростає кількість класів
- Погіршує продуктивність
- Обмежує у використанні особливостей ОРМ фреймворку

## Опис мовою C#
Використаємо Entity Framework.
Нехай дано клас-сутність User
```
public
 
class
 
User

{

    
public
 
int
 
Id
 
{
 
get
;
 
set
;
 
}

    
public
 
string
 
Name
 
{
 
get
;
 
set
;
 
}

}

```

Тепер напишемо інтерфейс репозиторію.
Варто зазначити, що репозиторій є колекцією, і має поводитись як колекція, та не містити методів Update(), Save() тощо.
Також однією із великих помилок, є те що методи повертають IQueryable замість IEnumerable. Якщо повертати IQueryable це дозволить надбудувати над запитом, ще запити, що не є вірним, оскільки мета цього патерну якраз і є уникнення великих запитів. В такому разі, краще написати ще один метод, який буде виконувати більший запит.
```
public
 
interface
 
IRepository
<
TEntity
>
 
where
 
TEntity
 
:
 
class

{

    
int
 
Count
();

    
int
 
Count
(
Expression
<
Func
<
TEntity
,
 
bool
>>
 
predicate
);

    
IEnumerable
<
TEntity
>
 
Get
(
Expression
<
Func
<
TEntity
,
 
bool
>>
 
filter
 
=
 
null
,

                                
Func
<
IQueryable
<
TEntity
>
,
 
IOrderedQueryable
<
TEntity
>>
 
orderBy
 
=
 
null
,

                                
string
 
includeProperties
 
=
 
""
,

                                
int?
 
page
 
=
 
null
,
 
int?
 
amount
 
=
 
null
);

    
TEntity
 
Get
(
int
 
id
);

    
void
 
Insert
(
TEntity
 
entity
);

    
void
 
Delete
(
object
 
id
);

    
void
 
Delete
(
TEntity
 
entityToDelete
);

    
void
 
Delete
(
Expression
<
Func
<
TEntity
,
 
bool
>>
 
predicate
);

}

```

Тепер реалізуємо цей інтерфейс у вигляді узагальненого класу.
При реалізації ми повертаємо сутність, а не DTO. Мапування — це не відповідальність репозиторію.
```
public
 
class
 
GenericRepository
<
TEntity
>
 
:
 
IRepository
<
TEntity
>
 
where
 
TEntity
 
:
 
class

{

    
// FIELDS

    
// узагальнений контекст

    
protected
 
DbContext
 
dbContext
;

    
protected
 
DbSet
<
TEntity
>
 
dbSet
;

    
// CONSTRUCTORS

    
public
 
GenericRepository
(
DbContext
 
dbContext
)

    
{

        
this
.
dbContext
 
=
 
dbContext
;

        
this
.
dbSet
 
=
 
dbContext
.
Set
<
TEntity
>
();

    
}

    
// METHODS

    
public
 
virtual
 
int
 
Count
()

    
{

        
return
 
dbSet
.
Count
();

    
}

    
public
 
virtual
 
int
 
Count
(
Expression
<
Func
<
TEntity
,
 
bool
>>
 
predicate
)

    
{

        
return
 
dbSet
.
Count
(
predicate
);

    
}

    
public
 
virtual
 
IEnumerable
<
TEntity
>
 
Get
(
Expression
<
Func
<
TEntity
,
 
bool
>>
 
filter
 
=
 
null
,

                                            
Func
<
IQueryable
<
TEntity
>
,
 
IOrderedQueryable
<
TEntity
>>
 
orderBy
 
=
 
null
,

                                            
string
 
includeProperties
 
=
 
""
,

                                            
int?
 
page
 
=
 
null
,
 
int?
 
amount
 
=
 
null
)

    
{

        
// filter

        
IQueryable
<
TEntity
>
 
query
 
=
 
dbSet
;

        
if
 
(
filter
 
!=
 
null
)

        
{

            
query
 
=
 
query
.
Where
(
filter
);

        
}

        
// include properties

        
foreach
 
(
string
 
includeProperty
 
in
 
includeProperties
.
Split
(
new
 
char
[]
 
{
 
','
,
 
' '
 
},
 
StringSplitOptions
.
RemoveEmptyEntries
))

        
{

            
query
 
=
 
query
.
Include
(
includeProperty
);

        
}

        
// ordering

        
if
 
(
orderBy
 
!=
 
null
)
 
query
 
=
 
orderBy
(
query
);

        
// paging

        
if
 
(
page
.
HasValue
 
&&
 
amount
.
HasValue
)
 
query
 
=
 
query
.
Skip
((
page
.
Value
 
-
 
1
)
 
*
 
amount
.
Value
).
Take
(
amount
.
Value
);

        
return
 
query
;

    
}

    
public
 
virtual
 
TEntity
 
Get
(
int
 
id
)

    
{

        
return
 
dbSet
.
Find
(
id
);

    
}

    
public
 
virtual
 
void
 
Insert
(
TEntity
 
entity
)

    
{

        
dbSet
.
Add
(
entity
);

    
}

    
public
 
virtual
 
void
 
Delete
(
object
 
id
)

    
{

        
// find

        
if
 
(
id
 
==
 
null
)
 
throw
 
new
 
ArgumentNullException
(
nameof
(
id
));

        
TEntity
 
entityToDelete
 
=
 
dbSet
.
Find
(
id
);

        
// delete finded

        
if
 
(
entityToDelete
 
==
 
null
)
 
throw
 
new
 
InvalidOperationException
(
"There is no records with such id"
);

        
Delete
(
entityToDelete
);

    
}

    
public
 
virtual
 
void
 
Delete
(
TEntity
 
entityToDelete
)

    
{

        
if
 
(
entityToDelete
 
==
 
null
)
 
throw
 
new
 
ArgumentNullException
(
nameof
(
entityToDelete
));

        
if
 
(
dbContext
.
Entry
(
entityToDelete
).
State
 
==
 
EntityState
.
Detached
)

        
{

            
dbSet
.
Attach
(
entityToDelete
);

        
}

        
dbSet
.
Remove
(
entityToDelete
);

    
}

    
public
 
virtual
 
void
 
Delete
(
Expression
<
Func
<
TEntity
,
 
bool
>>
 
predicate
)

    
{

        
if
 
(
predicate
 
!=
 
null
)
 
dbSet
.
RemoveRange
(
dbSet
.
Where
(
predicate
));

        
else
 
dbSet
.
RemoveRange
(
dbSet
);

    
}

}

```

Тепер залишилось для кожної сутності реалізувати свій репозиторій.
Напишемо інтерфейс, який додаватиме (а можливо і ні) новий функціонал для конкретного репозиторію.
```
public
 
interface
 
IUserRepository
:
 
IRepository
<
User
>

{

    
User
 
GetByName
(
string
 
name
);

}

```

Та конкретна реалізація:
```
public
 
class
 
UserRepository
 
:
 
GenericRepository
<
User
>
,
 
IUserRepository

{

    
public
 
UserRepository
(
DbContext
 
dbContext
)
 

        
:
 
base
(
dbContext
)
 
{
 
}

    
public
 
User
 
GetByName
(
string
 
name
)

    
{

        
return
 
dbSet
.
First
(
u
 
=>
 
u
.
Name
 
==
 
name
);

    
}

}

```

При потребі варто також узагальнювати тип ключа:
```
public
 
interface
 
IRepository
<
TEntity
,
 
TKey
>
 
where
 
TEntity
 
:
 
class
,
 
IEntity
<
TKey
>

{

   
.
 
.
 
.

}

```

## Зв'язок з іншими патернами
- Unit Of Work та Repository часто використовують в парі.